# Cleistogamia

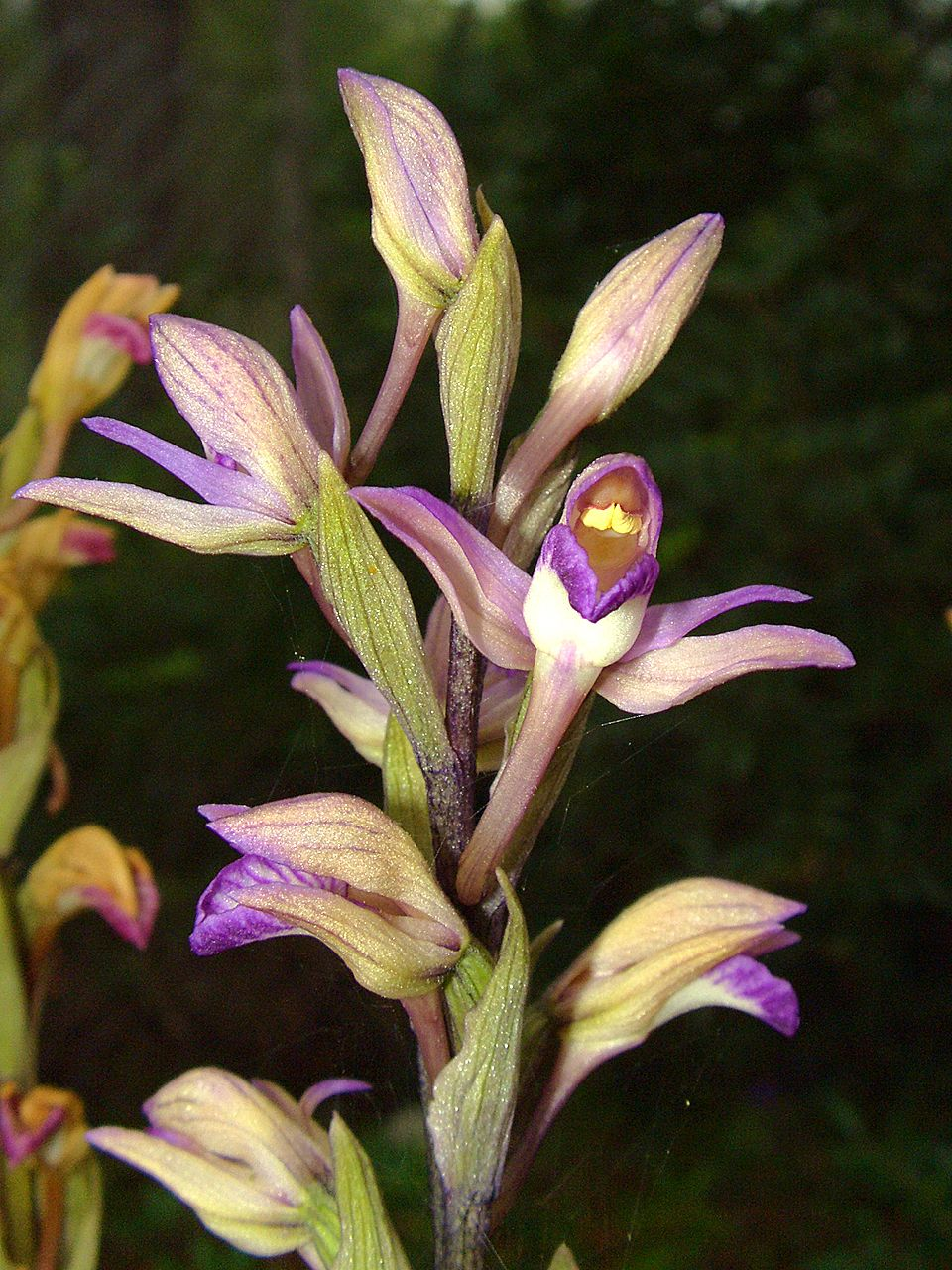
Limodorum abortivum es una orquídea cleistogama

En botánica, se denomina cleistogamia al mecanismo de reproducción por la cual la flor se autopoliniza y se autofecunda debido a que la misma permanece cerrada. Debido a que la flor no se abre la cleistogamia es una forma de autogamia obligada. 
Las especies que presentan este mecanismo de reproducción se dicen cleistógamas. La cleistogamia puede ser facultativa u obligada. En el primer caso, la planta presenta flores cleistógamas y flores chasmógamas, es decir que presentan polinización cruzada y que, por lo tanto son capaces de ser fertilizadas por otras plantas. Las especies cleistógamas obligadas, en cambio, solamente presentan flores cleistógamas y, por ende, son estrictamente autógamas: toda su descendencia proviene de la autofecundación de la planta madre. En muchas descripciones de especies se utilizan los términos “predominantemente cleistógama” para indicar que el tipo de reproducción más frecuente es la cleistogamia.
En la familia de las gramíneas la cleistogamia es bastante frecuente. Ha sido descrita en 19 de las 60 tribus en las que se divide la familia. De hecho, 70 géneros de gramíneas presentan especies cleistógamas. 
Las flores de las especies cleistógamas, en general, son pequeñas,  pasan inadvertidas, presentan pedicelos cortos y en muchas ocasiones están asociadas a floración subterránea (Arachis,  Paspalum amphicarpum). Además, es frecuente que presenten anteras más pequeñas o menor número de anteras que las especies chasmógamas relacionadas. En el género Briza, por ejemplo, las especies alógamas y autoincompatibles presentan tres anteras mientras que las dos especies cleistógamas solo presentan una antera y la misma posee solamente un décimo del tamaño.
Hay especies, como por ejemplo en el género Fumaria (Papaveraceae), donde la cleistogamia afecta a los individuos que se desarrollan en zonas de sombra.